# 呼叫堆疊
别称有：执行栈（execution stack）、控制栈（control stack）、运行时栈（run-time stack）与机器栈（machine stack），是電腦科學中存儲有關正在執行的子程式的訊息的堆疊。英文有時直接简称“栈”（the stack），但堆疊中不一定僅存儲子程式訊息。幾乎所有電腦程式都依賴於呼叫堆疊，而高階語言一般將呼叫堆疊的細節隱藏至後台。
呼叫堆疊最經常被用於存放子程式的返回位址。在呼叫任何子程式時，主程式都必須暫存子程式執行完畢後應該返回到的位址。因此，如果被呼叫的子程式還要呼叫其他的子程式，其自身的返回位址就必須存入呼叫堆疊，在其自身執行完畢後再行取回。在遞迴程式中，每一層次遞迴都必須在呼叫堆疊上增加一條位址，因此如果程式出現無限遞迴（或僅僅是過多的遞迴層次），呼叫堆疊就會產生堆疊溢位。

## 功能
呼叫堆疊的主要功能是存放返回位址。除此之外，呼叫堆疊還用於存放：
- 本地變數：子程式的變數可以存入呼叫堆疊，這樣可以達到不同子程式間變數分離開的作用。
- 參數傳遞：如果暫存器不足以容納子程式的參數，可以在呼叫堆疊上存入參數。
- 環境傳遞：有些語言（如Pascal與Ada）支援「多層子程式」，即子程式中可以利用主程式的本地變數。這些變數可以通過呼叫堆疊傳入子程式。

## 實例

### 組合語言
以下MIPS組合語言程式計算{\displaystyle 3^{2}+4^{2}}，並將結果存至暫存器s0。
```
main:

    
li
      
$a0
,
 
3

    
li
      
$a1
,
 
4

    
jal
     
sumsq

    
move
    
$s0
,
 
$v0

    
j
       
mainend

sumsq:

    
addi
    
$sp
,
 
$sp
,
 
-4
        
# 在堆疊上分配空間

    
sw
      
$ra
,
 
0
(
$sp
)
         
# 將sumsq的返回位址存入堆疊中

    
jal
     
square

    
move
    
$t0
,
 
$v0

    
move
    
$a0
,
 
$a1

    
jal
     
square

    
add
     
$v0
,
 
$v0
,
 
$t0

    
lw
      
$ra
,
 
0
(
$sp
)
         
# 從堆疊中取回sumsq的返回位址

    
addi
    
$sp
,
 
$sp
,
 
4
         
# 釋出堆疊上分配的空間

    
jr
      
$ra

square:

    
mult
    
$a0
,
 
$a0

    
mflo
    
$v0

    
jr
      
$ra

mainend:

```

這裡，主程式（main）呼叫「sumsq」子程式並將返回位址存入暫存器ra，但是「sumsq」子程式需要呼叫「square」子程式。為保證sumsq的返回位址不被重寫，這個位址被存儲在堆疊中。在square子程式返回後，sumsq再從堆疊中取回其自身的返回位址。

## 安全性
在較底層語言（如組合語言與C語言中），程式控制訊息與資料可能一同被存入呼叫堆疊中，因此造成安全隱患，可能允許惡意程式通過栈缓冲区溢出（stack buffer overflow）來獲取程式的控制權。